# Armoriale degli stemmi degli stati monarchici
Viene qui riprodotto l'armoriale degli stemmi degli stati monarchici attuali e passati. Tra parentesi viene indicata la famiglia reale.

## Attuali

### Europa

Andorra
Belgio (Sassonia-Coburgo-Gotha)
Danimarca (Schleswig-Holstein-Sonderburg-Glücksburg)
Liechtenstein (Von Liechtenstein)
Lussemburgo (Nassau-Weilburg)
Principato di Monaco (Grimaldi)
Norvegia (Schleswig-Holstein-Sonderburg-Glücksburg)
Paesi Bassi (Orange-Nassau)
Regno Unito (Windsor)
Spagna (Borbone)
Svezia (Bernadotte)
Città del Vaticano

### Asia

Arabia Saudita (Al Saud)
Bahrein (Al Khalifa)
Bhutan (Wangchuck)
Brunei (Famiglia reale del Brunei)
Giordania (Hascemiti)
Cambogia (Norodom)
Giappone (Famiglia imperiale del Giappone)
Kuwait (Al Sabah)
Malaysia
Oman (Al Bu Said)
Qatar (Al Thani)
Thailandia (Chakri)
Emirati Arabi Uniti (Federazione di 7 emirati)

#### Emirati Arabi Uniti

Emirato di Abu Dhabi (Al Nahyan)
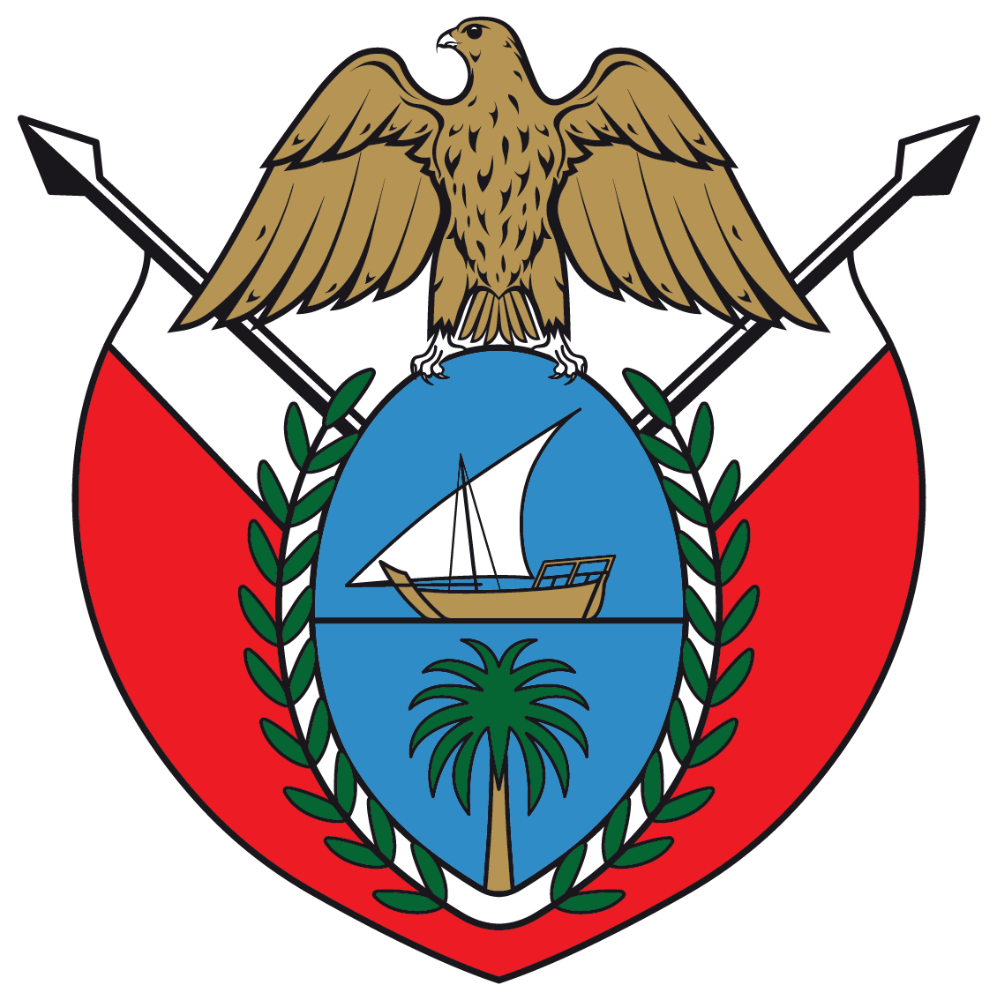
Emirato di Dubai (Al Maktoum)
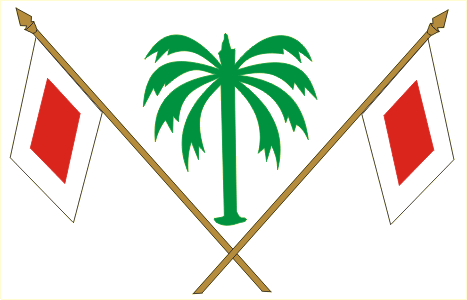
Emirato di Sharja (Al Qasimi)
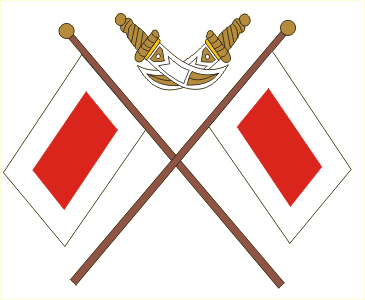
Emirato di Ras al-Khaima (Al Qasimi)
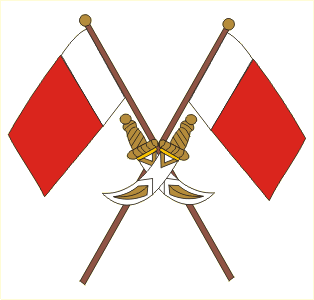
Emirato di Ajman (Al Nuaim)
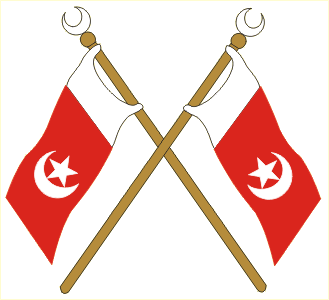
Emirato di Umm al-Qaywayn (Al Mu'alla)

#### Malaysia

Sultanato di Perlis (Jamalullail)
Sultanato del Kedah (Mahawangsa)
Sultanato di Perak (Siak)
Sultanato del Kelantan (Patani)
Sultanato del Terengganu (Bendahara)
Sultanato di Pahang (Bendahara)
Sultanato di Selangor (Yamtuan Muda Riau)
Sultanato di Negeri Sembilan
Sultanato di Johor (Temenggong)

### Africa

Lesotho (Seeiso)
Marocco (Alawidi)
Swaziland (Dlamini)

### America

Antigua e Barbuda (Windsor; monarca britannico è capo di Stato)
Bahamas (Windsor; monarca britannico è capo di Stato)
Belize (Windsor; monarca britannico è capo di Stato)
Canada (Windsor; monarca britannico è capo di Stato)
Giamaica (Windsor; monarca britannico è capo di Stato)
Grenada (Windsor; monarca britannico è capo di Stato)
Saint Kitts e Nevis (Windsor; monarca britannico è capo di Stato)
Saint Lucia (Windsor; monarca britannico è capo di Stato)
Saint Vincent e Grenadine (Windsor; monarca britannico è capo di Stato)

### Oceania

Australia (Windsor; monarca britannico è capo di Stato)
Isole Salomone (Windsor; monarca britannico è capo di Stato)
Nuova Zelanda (Windsor; monarca britannico è capo di Stato)
Papua Nuova Guinea (Windsor; monarca britannico è capo di Stato)
Tonga (Tupou)
Tuvalu (Windsor; monarca britannico è capo di Stato)

## Passati

### Europa

Austria-Ungheria (Asburgo-Lorena)
Bulgaria (Sassonia-Coburgo-Gotha)
Francia (Borbone)
Francia (Bonaparte)
Francia (d'Orleans)
Germania (Hohenzollern)
Grecia (Schleswig-Holstein-Sonderburg-Glücksburg)
Italia (Savoia)
Regno delle due Sicilie (Borbone)
Jugoslavia (Karađorđević)
Malta (Windsor; monarca britannico era capo di Stato)
Montenegro (Petrović-Njegoš)
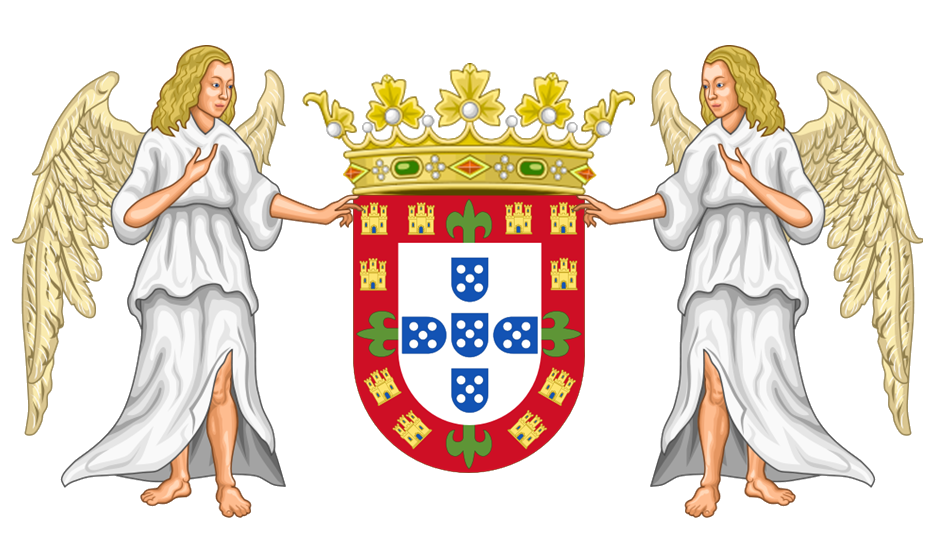
Portogallo (Aviz)
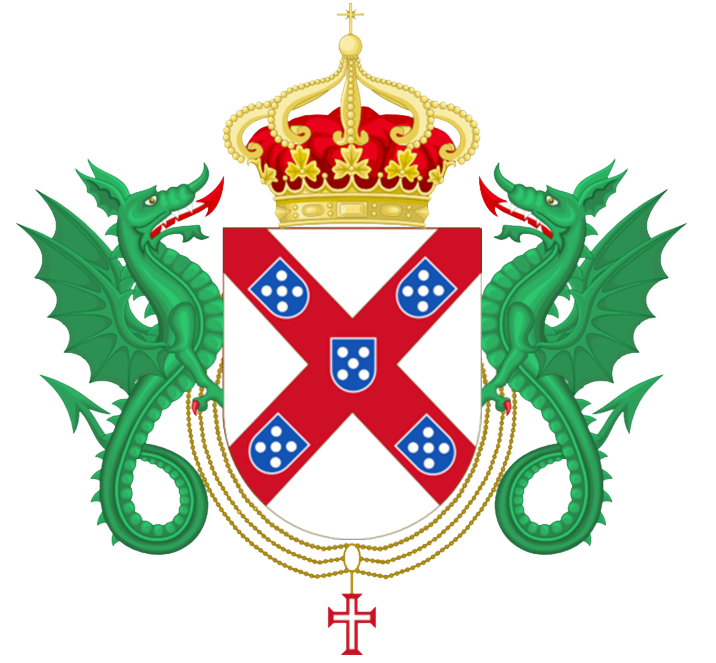
Portogallo (Braganza)
Portogallo (Braganza-Sassonia-Coburgo-Gotha)
Romania (Hohenzollern)
Russia (Romanov)
Serbia (Karađorđević)

### Asia

Afghanistan (Barakzai)
Birmania (Konbaung)
Ceylon (Windsor; monarca britannico era capo di Stato)
Corea (Yi)
Iran (Qajar)
Iraq (Hascemiti)
Laos (Famiglia reale del Laos)
Nepal (Shah)
Impero ottomano (Osman)
Vietnam (Nguyễn)
Yemen (Rassidi)

### Africa

Burundi (Famiglia reale del Burundi)
Egitto (Muhammad Ali)
Etiopia (Salomonide)
Gambia (Windsor; monarca britannico era capo di Stato)
Libia (Senussi)
Mauritius (Windsor; monarca britannico era capo di Stato)
Rhodesia e Nyasaland (Windsor; monarca britannico era capo di Stato)
Sierra Leone (Windsor; monarca britannico era capo di Stato)
Sudafrica (Windsor; monarca britannico era capo di Stato)
Tunisia (Husaynidi)
Zanzibar (Al Bu Said)

### America

Barbados (Windsor; monarca britannico era capo di Stato)
Impero del Brasile (Orléans-Braganza)
Guyana (Windsor; monarca britannico era capo di Stato)
Trinidad e Tobago (Windsor; monarca britannico era capo di Stato)

### Oceania

Figi (Windsor; monarca britannico era capo di Stato)
Regno delle Hawaii (Kamehameha)